# Darwinia meeboldii
Darwinia meeboldii är en myrtenväxtart som beskrevs av Charles Austin Gardner. Darwinia meeboldii ingår i släktet Darwinia och familjen myrtenväxter. Inga underarter finns listade i Catalogue of Life.

## Bildgalleri

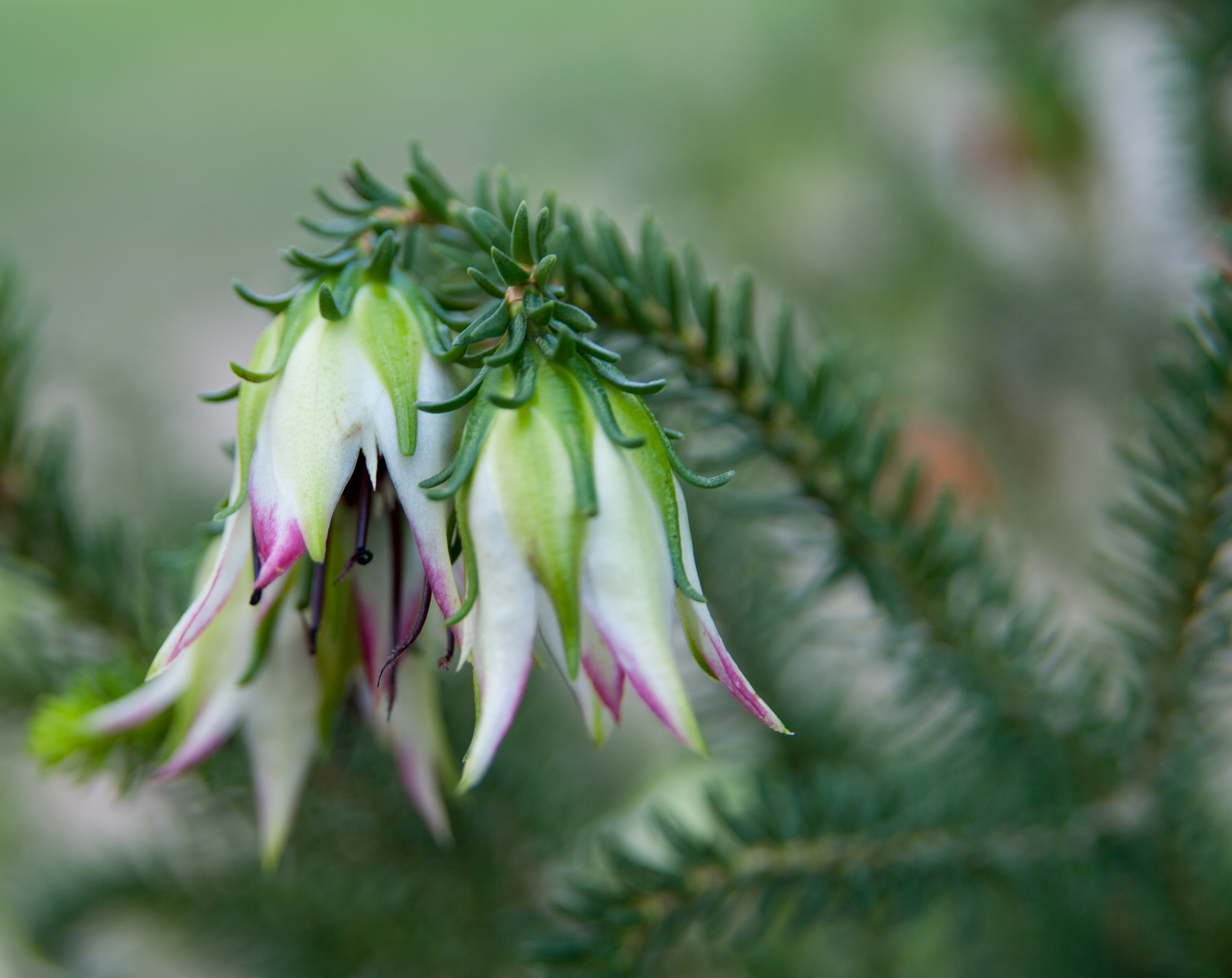